# 主小行星帶

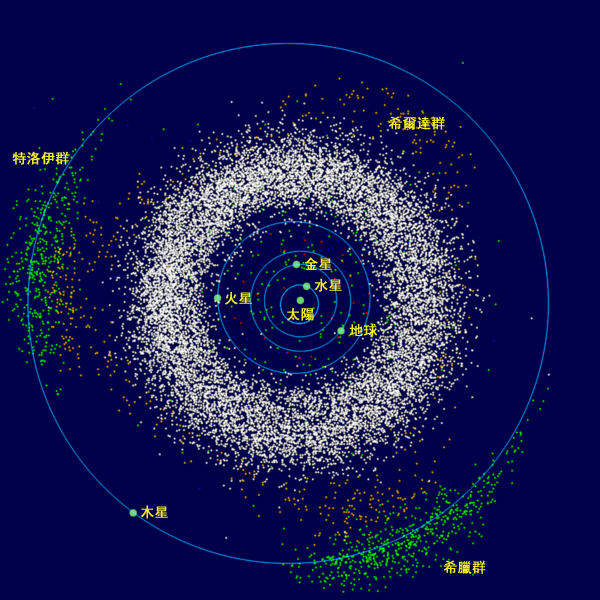
主要的小行星帶（以白色顯示）位於火星和木星軌道之間。從天球北極觀察

大小的比較：前十顆小行星與月球大小的比較，最左為谷神星，最右為健神星

小行星帶（英語：asteroid belt）是太陽系內介於火星和木星軌道之間的小行星密集區域。在已經被編號的120,437顆小行星中，有98.5%是在这里被發現的。小行星是由岩石或金屬組成，圍繞著太陽運動的小天體。因為在比較上這是小行星最密集的區域，所以這個區域被稱為主小行星帶，简称“主带”。
小行星帶由原始太陽星雲中的一群星子——比行星微小的行星前身——形成。木星巨大的引力阻礙了這些星子形成行星，並造成許多星子相互間高能量的碰撞，造成許多殘骸和碎片。小行星繞太陽公轉的軌道，繼續受到木星的攝動，形成了與木星的軌道共振。在這些軌道距離（即柯克伍德空隙）上的小行星會被很快地掃进其它軌道。
主帶內最早發現的三顆小行星是智神星、婚神星和灶神星，而最大的三顆小行星則為智神星、健神星和灶神星，它們的平均直徑都超過400 公里；在主帶中只有一顆矮行星——穀神星，直徑大約950 公里；其餘的小行星都不大，有的甚至只有小轎車大小。小行星帶的物質非常稀薄，已經有好幾艘太空船平安的通過而未曾發生意外。在主帶內的小行星依照它們的色彩和主要形式分成三類：碳質、矽酸鹽和金屬。小行星之間的碰撞可能形成擁有相似軌道特徵和成色的小行星族，這些碰撞也是產生黃道光的塵土的主要來源。

## 觀測的歷史

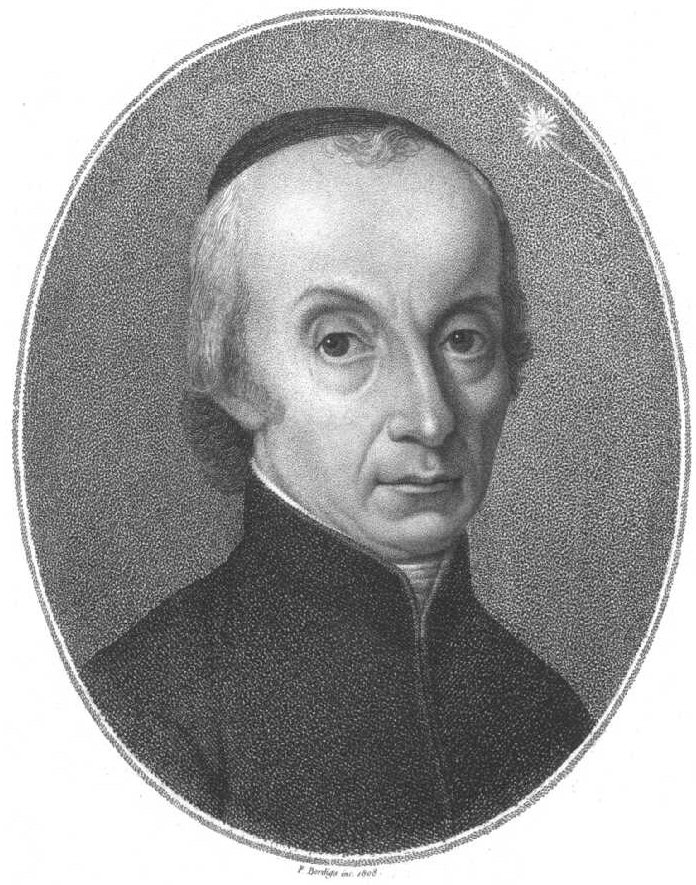
發現第一顆小行星穀神星的皮亞齊

在1781年發現天王星之後，波德认为在火星和木星軌道之間也許還有一顆行星。矮行星穀神星就是1801年在波德預測的軌道距離上被發現的。1802年，天文學家奧伯斯發現了第二號小行星智神星，威廉·赫歇爾认为這些天體是一顆行星被毀壞後的殘餘物。到了1807年，在相同的區域內又发现了第三顆婚神星和第四顆灶神星。由於這些天體的外觀像行星，威廉·赫歇爾就採用希臘文中的词根aster- （似星的），将其命名为asteroid，汉语譯為“小行星”。
拿破崙戰爭結束了小行星發現的第一個階段，一直到1845年才發現了第五顆小行星義神星。接著，發現新小行星的速度加快，到1868年發現的小行星已經有100顆。1891年馬克斯·沃夫引進了天文攝影，更加速了小行星的發現。1921年，小行星的數量是1,000顆，1981年達到10,000顆，2000年更高達100,000顆。現代的小行星巡天系統使用自動化的設備使小行星的數量持續地增加。
在小行星發現後，必須要計算它們的軌道元素。1866年，丹尼爾·柯克伍德宣布由太陽算起，在某些距離上是沒有小行星存在的空白區域，而在這些區域上繞太陽公轉的軌道週期與木星的公轉週期有簡單的整數比。柯克伍德認為是木星的攝動導致小行星從這些軌道上被移除。
1918年，日本天文學家平山清次注意到一些小行星的軌道有相似的參數，形成了小行星族。到了1970年代，觀察小行星的顏色产生了小行星分類系統，最常見的三種類型是C-型（碳質）、S-型（矽酸鹽）和M-型（金屬）。
2006年，彗星族在小行星帶內被發現。這些彗星有可能是地球海水的來源。在地球形成的過程中，本身並沒有足以形成海洋的水，因此需要一個外在的水源供應者——像一次彗星的轟擊是很有必要的。

## 起源

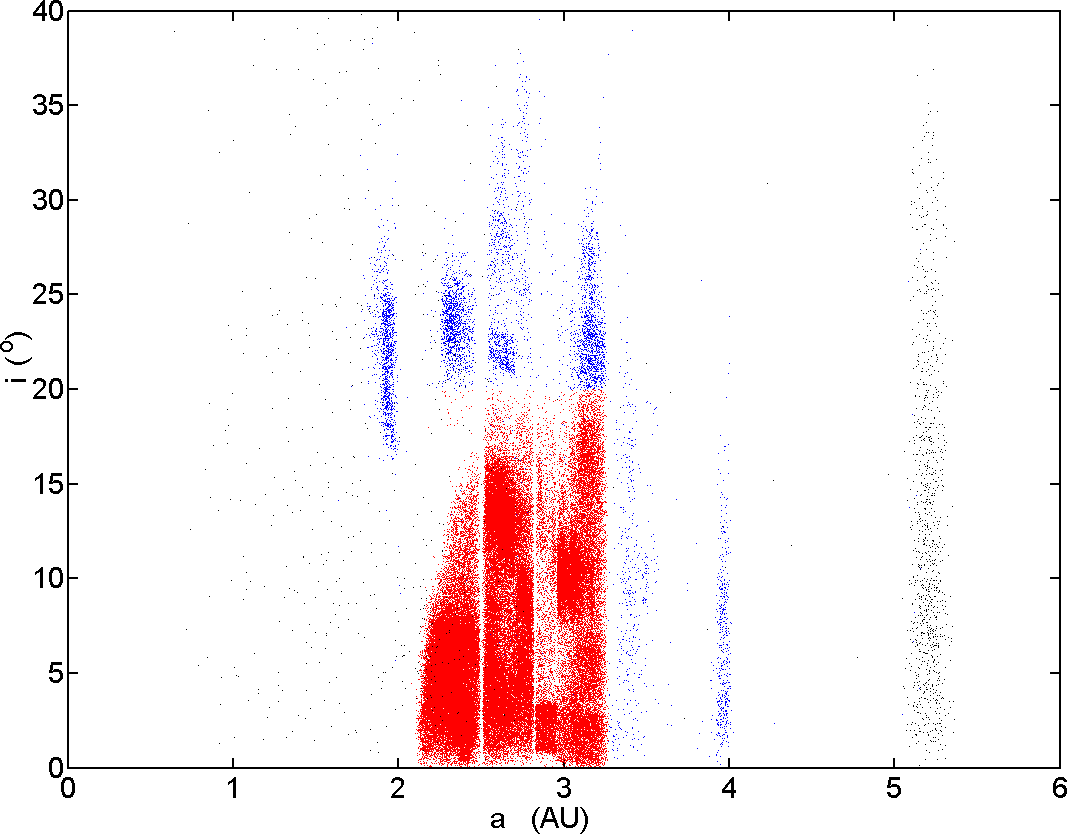
小行星帶的軌道傾角與半長徑對應圖，主帶以紅色和藍色顯示（紅色是核心的區域）

目前被認同的行星形成理論是太陽星雲假說，認為星雲中構成太陽和行星的材料，塵埃和氣體，因為重力陷縮而生成旋轉的盤狀。在最初幾百萬年的歷史中，太陽系因吸積過程的碰撞變得黏稠，造成小顆粒逐漸聚集形成更大的叢集，並且使顆粒的大小持續穩定地增加。一旦聚集到足夠的質量——即所謂的微行星（星子）——便經由重力吸引鄰近的物質。這些星子就能穩定的累積質量成為岩石行星或巨大的氣態巨行星。
在平均速度过高的區域，碰撞會使星子碎裂而抑制質量的累積，阻止了行星大小的天體生成。在星子的軌道週期與木星的週期成簡單整數比的地區，會發生軌道共振，會因擾動使這些星子的軌道改變。在火星與木星之間的空間，有許多地方與木星有強烈的軌道共振。當木星在形成的過程中向內移動時，這些共振軌道也會掃掠過小行星帶，對散布的星子進行動態的激發，增加彼此的相對速度。星子在這個區域（持續到現在）受到太強烈的攝動因而不能成為行星，只能一如往昔的繼續繞著太陽公轉，而且小行星帶可以視為原始太陽系的殘留物。
目前小行星帶所擁有的質量應該僅是原始小行星帶的一小部分，以電腦模擬的結果，小行星帶原來的質量應該與地球相當。主要是由於重力的擾動，在百萬年的形成周期過程中，大部份的物質都被拋出去，殘留下來的質量大概只有原來的千分之一。
當主帶開始形成時，在距離太陽2.7 AU之處形成了一條溫度低於水的凝結點線—"雪線"，在這條線之外形成的星子就能夠累積冰。在小行星帶生成的主帶彗星都在這條線之外，並且是造成地球海洋的主要供應者。
因為大約在40億年前，小行星帶的大小和分布就已經穩定下來（相對於整個太陽系），也就是說小行星帶的主帶在大小上已經沒有顯著的增減變化。但是，小行星依然會受到許多隨後過程的影響，像是：內部的熱化、撞擊造成的熔化、來自宇宙線和微流星體轟擊的太空風化。因此，小行星不是原始的，反而是在外面古柏帶的小行星，在太陽系形成時經歷的變動比較少。
主帶的內側界線在與木星的軌道週期有4:1軌道共振的2.06 AU之處，在此處的任何天體都會因為軌道不穩定而被移除。在這個空隙之內的天體，在太陽系的早期歷史中，就會因為火星（遠日點在1.67 AU）重力的擾動被清掃或拋射出去。

## 第五顆類地行星
一個早期對於小行星帶形成的假說，認為小行星帶是一顆行星被摧毀後的殘骸。 在這個假說中有一些關鍵性的問題需要解決：第一，摧毀一顆行星的能量大小為何。其次，目前小行星帶的總質量太低，比月球還要少。最後，小行星在化學成分上的歧異，很難解釋它們是否來自同一顆行星。
也曾經有內行星中有第五顆類地行星的假說，但是軌道是不穩定的，因此他會穿越過小行星帶。穿越造成的結果是大量的小行星從小行星帶被拋出，然後這顆行星會被太陽吸收或是被拋出太陽系之外。

## 環境

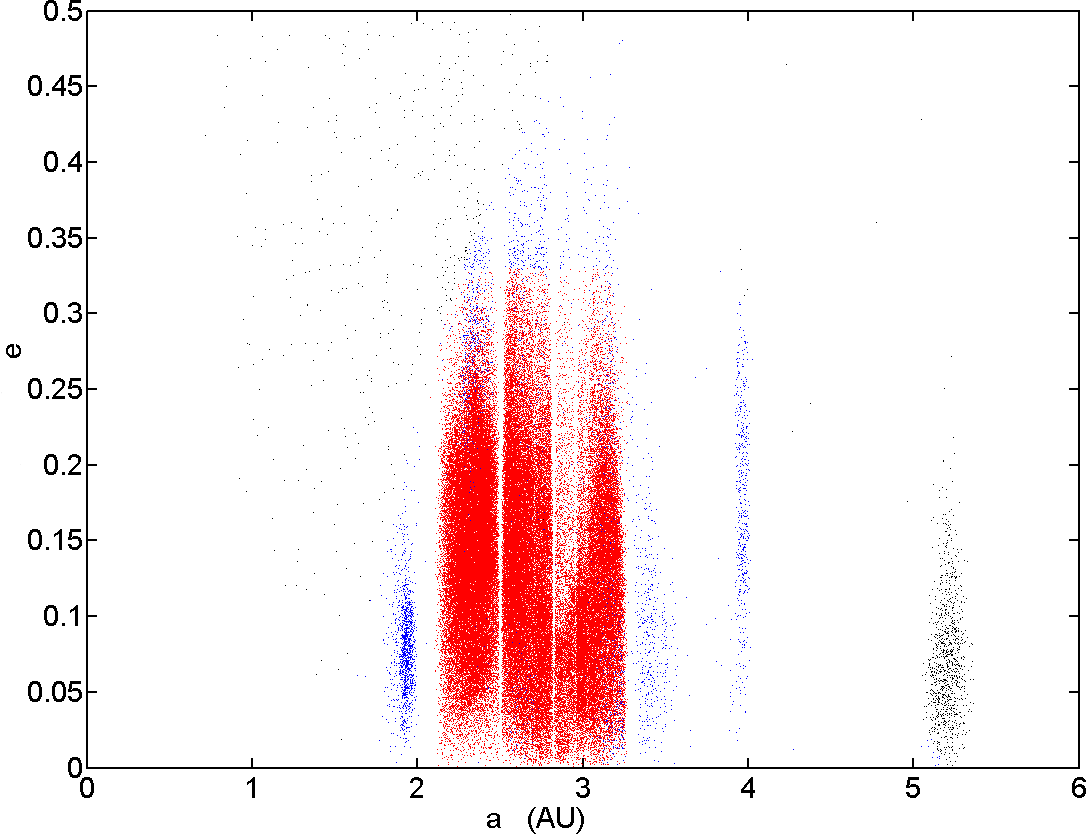
以離心率顯示的小行星帶，主帶以紅色（核心）和藍色呈現

儘管是群聚之處，小行星帶仍是非常的空曠。如果不是刻意的選定目標，太空船在穿越小行星帶時，在廣漠的太空中大概仍會一無所見。儘管如此，目前我們還是知道數以萬計的小行星，而總數可能高達數百萬顆或更多，这取决于如何界定小行星尺寸的下限。在紅外線波段的巡天顯示，直徑在1公里以上的小行星數量在700,000至1,700,000顆之間，而且還可能更多。
在主帶內，直徑大於100公里的小行星超過200顆。在小行星帶內最大的天體是穀神星，也是帶內唯一的矮行星。小行星帶的總质量估計是3.0-3.6×1021 公斤，這僅有地球衛星月球質量的4%，而穀神星就佔了其中的三分之一；11顆最大的小行星則佔有主帶內一半的質量。
小行星帶的質量中心在軌道半徑2.8天文單位之處，在主帶內主要的小行星離心率都小於0.4，而且軌道傾角小於30°，峰值在離心率0.07，傾角在4°之內。因此，典型的小行星軌道是接近圓型且躺在黃道面的附近，只有少數的小行星才有高離心率和遠離到黃道面之外。
有時，提到主帶時會侷限在核心的範圍內，也就是那些大的小行星被發現的區域。這個區域是在4:1和2:1的柯克伍德空隙之間，也就是軌道半徑2.06至3.27天文單位，而且離心率大約小於0.33，軌道傾角也不超過20°。這塊"核心"區域大約擁有太陽系內93.4%的小行星。
絕大多數小行星的絕對星等都在11–19之間，中間值是16。在比較上，穀神星的絕對星等3.32是非常高的。小行星帶內的溫度隨著與太陽的距離而變，塵埃粒子的典型溫度在2.2 天文單位之處是200 K（-73°C），到了3.2  天文單位之處會降低至165 K（-108°C）。然而，因為自轉的緣故，朝向太陽暴露在太陽輻射的表面和背向太陽面對背景星空的表面，在溫度上可能會有顯著的差異。

### 構造
在太陽系早期的歷史中，小行星曾經歷了某種程度的熔解，使大部分或全部的元素分離，某些母體甚至經歷了火山作用的爆發週期，形成了岩漿的海洋。而因為體積相對於行星小了很多的緣故，只要很短時間的熔解就能分化，所以在45億年前就完成了。

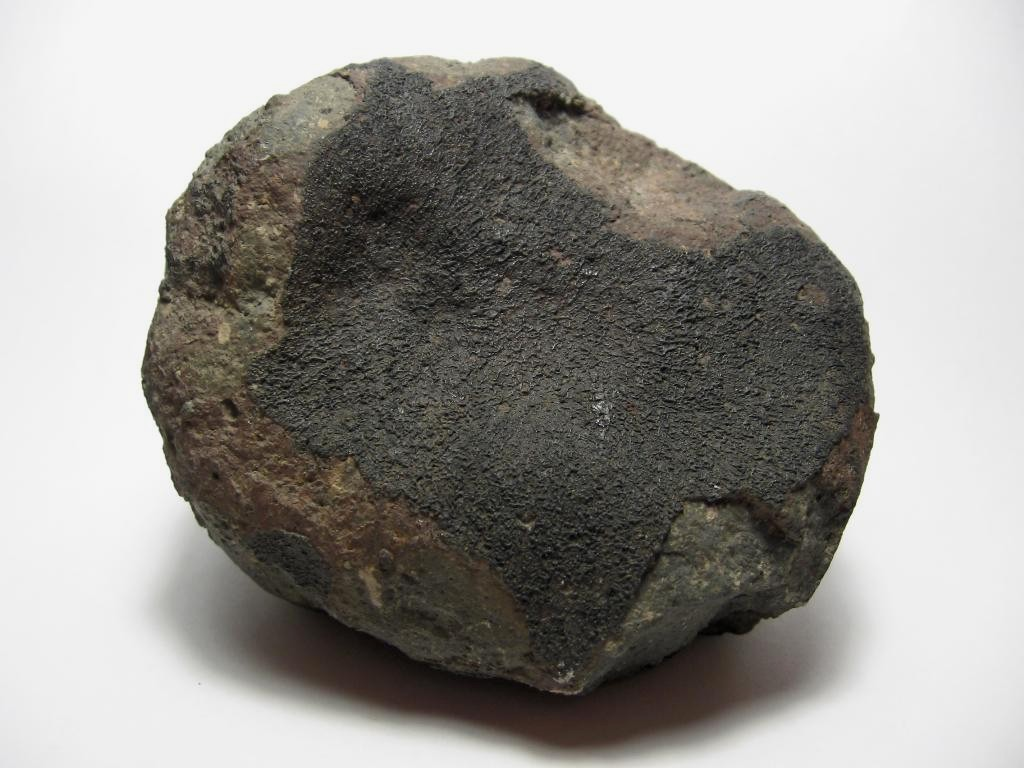
阿顏德隕石是在1969年墜落於墨西哥的碳粒隕石

目前的小行星帶包含兩種主要類型的小行星。在小行星帶的外緣，靠近木星軌道的，以富含碳值的C-型小行星為主，佔了總數的75%以上。與其他的小行星相比，顏色偏紅而且反照率非常低。他們表面的組成與碳粒隕石相似，化學成分、光譜特徵都是太陽系早期的狀態，但較輕與易揮發的物質（冰）則被移除了。
靠近內側的部分，距離太陽2.5天文單位，以含矽的S-型小行星較為常見，光譜顯示表面含有矽酸鹽與一些金屬，但碳質化合物的成分不明顯。這表明它們與原始太陽系的成分有顯著的不同，可能是早期歷史上的熔解機制，導致分化的結果。相對來說，有著高反射率。在小行星的整個族群中約占17%。
還有第三類的小行星，總數約為10%的M-型小行星。他們的光譜中有類似鐵-鎳的譜線，和白色與輕微的紅色，而沒有吸收線的特徵。M-型小行星相信是由核心以鐵-鎳為主的母體經過毀滅性撞擊形成的。但是，有些含矽酸鹽化合物的小行星也會出現類似的現象，至少巨大的M-型小行星，司賦星，就未能顯示金屬的主要成分。在主帶內，M-型小行星主要分布在半長徑2.7天文單位的軌道上。

### 柯克伍德空隙

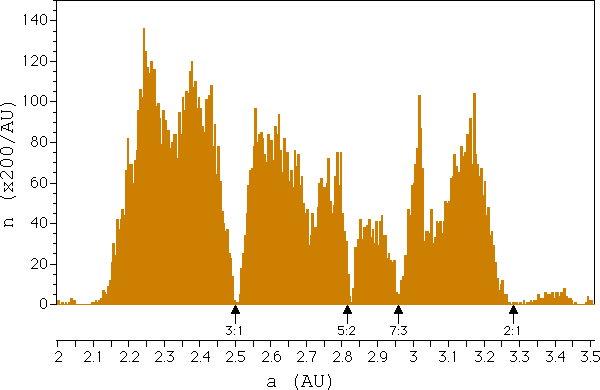
在小行星帶核心的半長軸分布圖，箭頭指出的是柯克伍德空隙，是與木星軌道共振的不穩定帶

小行星半長軸分布圖主要用於描述在太陽附近小行星的範圍，它的價值在可以推斷小行星的軌道週期。就所有小行星的半長軸而論，在主帶會出現引人注目的空隙。在這些半徑上，小行星的平均軌道週期與木星的軌道週期呈現整數比，這樣與氣體巨星平均運動共振的結果，足以造成小行星軌道要素的改變。實際的效果是在這些空隙位置上的小行星會被推入半長軸更大或更小的不同軌道內。不過，因為小行星的軌道通常都是橢圓形的，還是有許多小行星會穿越過這些空隙，因而在實際的空間密度上，在這些空隙的小行星並不會比鄰近的地區為低。
這些箭頭指出的就是小行星帶內著名的柯克伍德空隙，主要的空隙與木星的平均運動共振為3：1、5：2、7：3和2：1。也就是說在3：1的柯克伍德空隙處的小行星在木星公轉一圈時，會繞太陽公轉三圈。在其他軌道共振較低的位置上，能找到的小行星也比鄰近的區域少。（例如8：3共振小行星的半長軸為2.71天文單位。）
柯克伍德空隙明顯的將小行星帶分割成三個區域：第一區是4：1（2.06天文單位）和3：1（2.5天文單位）的空隙；第二區接續第一區的終點至5：2（2.82天文單位）的共振空隙；第三區由第二區的外側一直到2：1（3.28天文單位）的共振空隙。
主帶也明顯的被分成內外二區帶，內區帶由靠近火星的區域一直到3：1（2.5 天文單位）共振的空隙，外區帶一直延伸到接近木星軌道的附近。（也有些人以2：1共振空隙做為內外區帶的分界，或是分成內、中、外三區。）

### 碰撞
測量主帶中巨大小行星的自轉週期顯示有一個下限存在，直徑大於100米的小行星，自轉周期都超過2.2小時。雖然，一個結實的物體可以用更高的速率自轉，但當小行星的自轉週期快過這個數值時，表面的離心力便會大於重力，因此表面所有的鬆散物質都會被拋離。這也建議直徑超過100米的小行星實際上是在碰撞後的瓦礫堆中形成的。
小行星帶高密度的天體分布，使得彼此間的碰撞頻繁（天文學的時間尺度）。在主帶中半徑為10公里的天體，平均每一千萬年就會發生一次碰撞。碰撞會產生許多小行星的碎片（導致新的小行星族產生），並且一些碰撞的殘骸可能會在進入地球的大氣層後成為隕石。當以低速碰撞時，兩顆小行星可能會結合在一起。在過去40億年的歲月中，還有一些小行星帶的成員仍保持著原始的特徵。
除了小行星的主體之外，主帶中也包含了半徑只有數百微米的粉塵。這些細微的顆粒，至少有一部分，是來自小行星之間的碰撞，或是微小的隕石體對小行星的撞擊。由於坡印廷—羅伯遜拖曳，來自太陽輻射的壓力會使這些粒子以螺旋的路徑緩慢的朝向太陽移動。
這些細小的小行星微粒，和彗星拋出的物質，產生了黃道光。這種微弱的輝光可以太陽西沉後的暮光中，沿著黃道面的平面上觀察到。產生黃道光的顆粒半徑大約是40微米，而這種大小的顆粒可以維持的生命期通常是700,000年，因此必須有来自小行星带不断產生的顆粒。

## 家族和群組

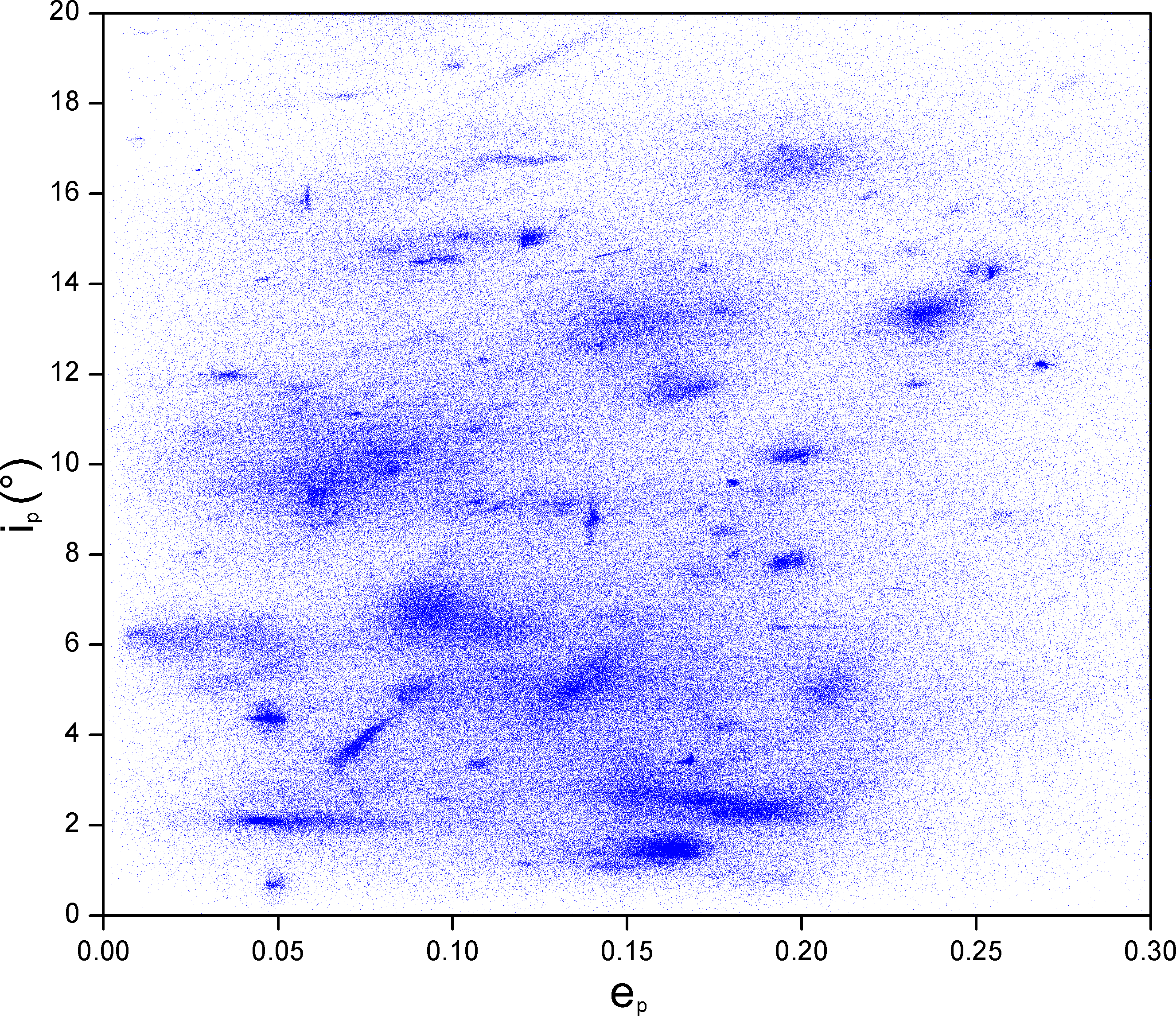
這張圖描繪出已經編號的小行星軌道傾角（i_{p}）與離心率（e_{p}）顯示出一些小行星的族群

在主帶的小行星大約有三分之一屬於不同家族的成員。同一家族的小行星來自同一個母體的碎片，共享著相似的軌道要素，像是半長軸、離心率、軌道傾角，還有相似的光譜。由這些軌道元素的圖型顯示，在主帶中的小行星集中成幾個家族，大約有20–30個集團可以確定是小行星族，並且可能有共同的起源。還有一些可能是，但還不是很確定的。小行星族可以藉由光譜的特徵來進行辨認。較小的小行星集團稱為組或群。
在主帶內著名的小行星族（依半長軸排序）有花神星族、司法星族、鴉女星族、曙神星族、和司理星族。最大的小行星族是以灶神星為主的灶神星族（穀神星是屬於Gefion族的闖入者），它可能是由形成灶神星上隕石坑的撞擊造成的，且HED隕石也可能是在这次撞擊中形成的。
在主帶內也被找到三條明顯的塵埃帶，他們與曙神星、鴉女星、司理星有相似的軌道傾角，所以可能也屬於這些家族。

### 邊緣
在小行星帶的內緣（距離在1.78和2.0天文單位之間，平均半長軸1.9天文單位）有匈牙利族的小行星。他們以小行星匈牙利為主，至少包含52顆知名的小行星。匈牙利族的軌道都有高傾角，並被4：1的柯克伍德空隙與主帶分隔開來。有些成員屬於穿越火星軌道的小行星，並且可能是因為火星的擾動才使這個家族的成員減少。
另一個在小行星主帶外緣的高傾角家族是福後星族，軌道在距離太陽2.25到2.5天文單位之間。主要由S-型的小行星組成，在靠近匈牙利族的附近有一些E-型的小行星。
最大家族之一的花神星族已知的成員超過800顆，可能是在十億年前的撞擊後形成的，主要分布在主帶的內側邊緣。
在主帶的外緣有原神星族的小行星，軌道介於3.3至3.5天文單位之間，與木星有7：4的軌道共振。希爾達族的軌道介於3.5和4.2天文單位之間，與木星有3：2的軌道共振。相對來說，在4.2天文單位之外，直到與木星共軌的特洛伊小行星之間仍有少量的小行星。

### 新家族
證據顯示新的小行星族仍在形成中（以天文學的時間尺度），Karin Cluster顯然是在570萬年前在一顆直徑約16公里的母體小行星碰撞後產生的。Veritas族是在830萬年前形成的，證據則來自沉積在海洋被復原的行星際塵埃。
在更久遠的過去，曼陀羅族誕生在450,000年前主帶中的碰撞，但年齡的估計只是根據可能成員現在的軌道元素，而不是所有的物理特徵。不過，這一群可以做為黃道帶塵埃的一個材料來源。其他最近形成的群還有伊安尼尼群（大約在150萬年前後），可以提供小行星帶內塵埃的另一個來源。

## 探測

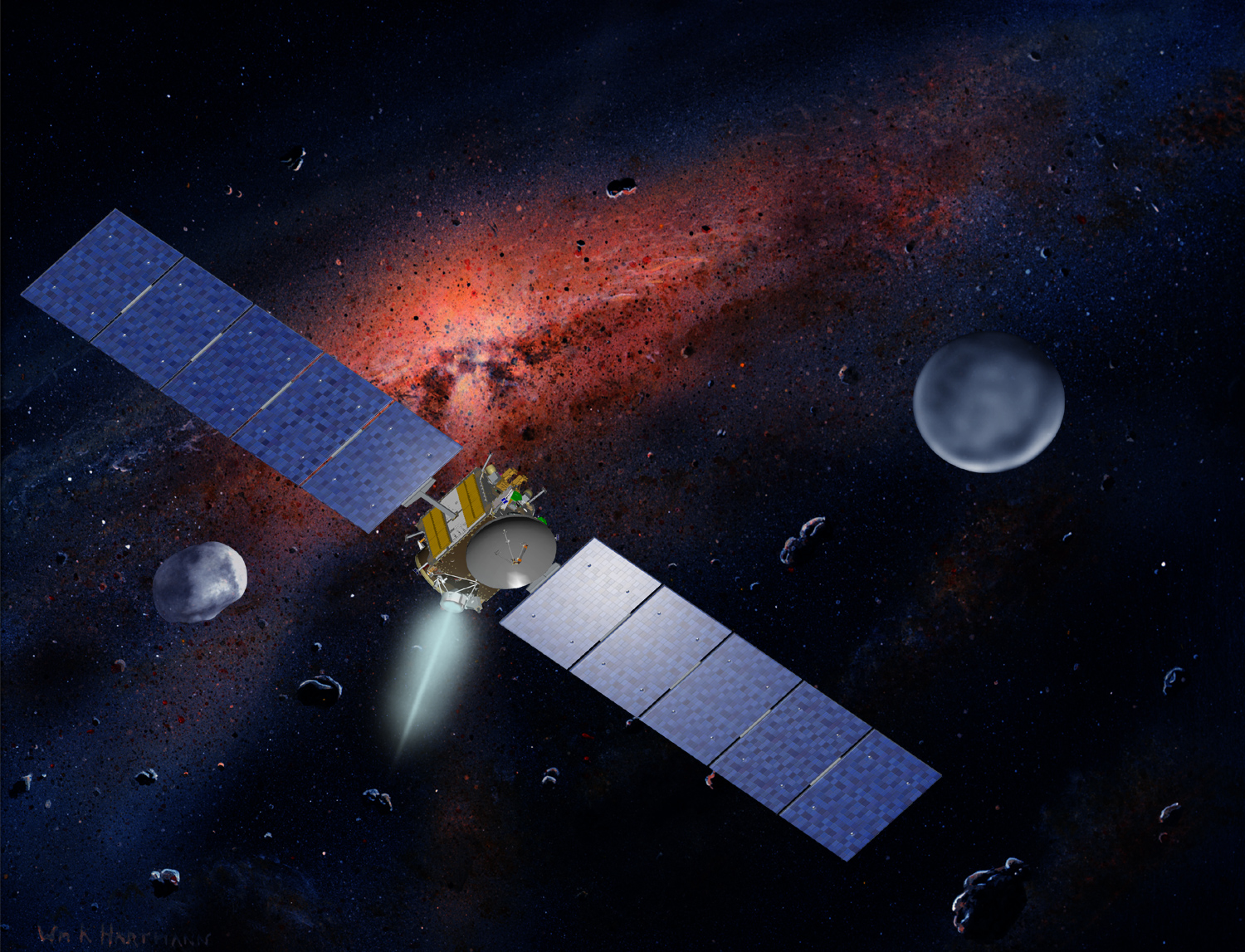
藝術家的概念下，曙光號太空船和灶神星（圖左）與穀神星（圖右）。美國國家航空暨太空總署圖片

先鋒10號在1972年7月16日成為進入小行星帶的第一艘太空船，當時仍有許多不可預期的危險，像是小行星的碎片，威脅到太空船的安全。在此以後的先鋒11號、航海家1號和2號、伽利略號、卡西尼號、尼爾、尤利西斯號和新地平線號都沒有發生意外，平安地穿越過小行星帶。由於小行星帶物質的低密度，估計與探測器發生碰撞的機率低於十億分之一。
只有尼爾和隼鳥任務曾經具體致力於小行星的研究，而且都是對近地小行星的研究。但是，曙光任務將要研究主帶內的灶神星和穀神星。如果太空船在研究過這兩個巨大的小天體之後仍然可以使用，將會延長任務繼續探測其他的小行星。

## 延伸讀物
- Elkins-Tanton, Linda T.  First edition. New York: Chelsea House. 2006. ISBN 978-0-8160-5195-3.

## 外部連結
- Staff. . NASA. 2006-10-31  [2007-04-20]. （原始内容存档于2007-04-11）.
- Arnett, William A. . The Nine Planets. 2006-02-26  [2007-04-20]. （原始内容存档于2007-04-18）.
- . Sol Company.   [2007-04-20]. （原始内容存档于2007-05-15）.
- Hsieh, Henry H. . University of Hawaii. 2006-03-01  [2007-04-20]. （原始内容存档于2006-05-15）.
- Staff. . The Planetary Society. 2007  [2007-04-20]. （原始内容存档于2007-04-28）.
- Plots of eccentricity vs. semi-major axis and inclination vs. semi-major axis at Asteroid Dynamic Site